# Pellenes pulcher
Pellenes pulcher là một loài nhện trong họ Salticidae.
Loài này thuộc chi Pellenes. Pellenes pulcher được Dmitri Viktorovich Logunov miêu tả năm 1995.